# Mutamenti nel territorio degli Stati
I mutamenti nel territorio degli Stati, in diritto internazionale, sono casi in cui si ha una successione di Stati detta "di fatto": sono forme di patologia della sovranità territoriale, perché sorgono in contrapposizione a una successione "di diritto", che vede i diritti e gli obblighi dello Stato predecessore continuare a valere anche per lo Stato successore.

## Tipologia
Essi sono così classificabili (pur non mancando casi non precisamente collocabili in una fattispecie piuttosto che in un'altra):
- trasferimento: per "trasferimento" si intende il caso in cui la sovranità su di una parte di territorio di uno Stato è trasferita ad un altro Stato, senza modificazioni nell'identità degli stessi. Un esempio è fornito dalla vendita della Louisiana francese dalla Francia agli Stati Uniti d'America, avvenuta nel 1803 e dell'Alaska russa dall'Impero Russo agli Stati Uniti d'America nel 1867;
- unificazione: si ha una "unificazione" di Stati quando due o più Stati si estinguono per dar vita a un nuovo soggetto statuale. Un esempio è dato dalla Repubblica Araba Unita, nata dalla fusione tra Egitto e Siria nel 1958. È detta anche "fusione";
- incorporazione: in questo caso, uno Stato già esistente estende la propria sovranità sul territorio di un altro Stato che si estingue. È il caso dell'estensione della sovranità della Repubblica Federale Tedesca sul territorio che era stato della Repubblica Democratica Tedesca, avvenuta nel 1990, e della conquista dell'Etiopia da parte dell'Italia fascista nel 1936. È un caso simile (ma non identico) all'annessione;
- dissoluzione: si ha quando uno Stato si estingue dando vita a due o più Stati nuovi. Ad esempio, nel 1992 la Cecoslovacchia si è estinta, e sul suo territorio sono nati i due stati di Repubblica Ceca e Repubblica Slovacca. È detta anche "smembramento";
- separazione: in questo caso, uno Stato vede una parte del proprio territorio distaccarsi da esso per andare a formare uno o più Stati nuovi. Il caso del distacco dell'Eritrea dall'Etiopia, avvenuto nel 1993, o la separazione di Timor Est dall'Indonesia avvenuta nel 1999, ne sono esempi. È detta anche secessione.
- nuova indipendenza: si ha una "nuova indipendenza" quando su un territorio in precedenza dipendente da uno Stato (che permane), nasce uno Stato nuovo. In teoria, quest'ultimo caso ricade nella categoria della separazione o secessione, ma la prassi dei nuovi Stati indipendenti sorti, in particolare, dalla decolonizzazione si è differenziata da quella delle altre fattispecie. Si veda la Convenzione di Vienna sulla successione degli Stati rispetto ai trattati, che considera le nuove indipendenze come casi particolari.